# Европейски надзорен орган по защита на данните
Европейският надзорен орган по защита на данните (ЕНОЗД) Архив на оригинала от 2008-12-19 в Wayback Machine. е независим надзорен орган, чиято основна цел е да гарантира, че европейските институции и органи зачитат правото на поверителност и защита на данните при боравене с лични данни и разработване на нови политики.
На 6 декември 2019 г. Войчех Виевиоровски встъпи в длъжност като ръководител на Европейския надзорен орган по защита на данните. Той е назначен за срок от пет години със съвместно решение на Европейския парламент и на Съвета.
С Регламент (ЕС) 2018/1725 се определят задълженията и правомощията на Европейския надзорен орган по защита на данните (глава VI), както и институционалната независимост на ЕНОЗД в качеството му на надзорен орган. В него се определят също така правилата за защита на данните в институциите на ЕС.
Дейностите на ЕНОЗД могат да бъдат групирани по три основни направления: надзор, консултиране и сътрудничество.
Надзор
По отношение на „надзора“ основната задача на ЕНОЗД е да наблюдава обработването на лични данни в европейските институции и органи. ЕНОЗД си сътрудничи със служителите за защита на данните (СЗД) във всяка европейска институция и орган. СЗД уведомяват ЕНОЗД за всички операции по обработване, включващи чувствителни лични данни, или за които има вероятност да доведат до други специфични рискове. След това ЕНОЗД анализира тази обработка във връзка с регламента за защита на данните и публикува становище за „предварителна проверка“. В повечето случаи това води до съставянето на набор от препоръки, които институцията или органът трябва да изпълнят, за да гарантират зачитането на правилата за защита на данните.
Например през 2009 г. ЕНОЗД е приел над 100 становища за предварителна проверка, обхващащи предимно въпроси от рода на данни за здравословното състояние, оценка на персонала, набиране на персонал, управление на времето, инструменти за запис на телефонни разговори и разследвания относно сигурността. Тези становища са публикувани на уебсайта на ЕНОЗД и тяхното реализиране се проследява системно.
Прилагането на регламента за защита на данните от администрацията на ЕС също се наблюдава строго чрез редовно отчитане на показателите за изпълнение, включващо всички институции и органи на ЕС. В допълнение към тази дейност по общо наблюдение ЕНОЗД извършва инспекции на място за установяване на съответствието на практика.
Ролята по надзор на ЕНОЗД включва също разследване на жалби, подадени от членове на персонала на ЕС или от други лица, които смятат, че е налице злоупотреба с техни лични данни от страна на европейска институция или орган. Типичните случаи на жалби включват предполагаеми нарушения на поверителността, достъпа до данни, правото на коригиране, заличаване на данни и прекомерно събиране или незаконно използване на данни от контролиращия.
Освен това ЕНОЗД разработи други форми на надзор като консултиране по административни мерки и изготвяне на тематични насоки.
Консултиране
В рамките на „консултативната“ си функция ЕНОЗД консултира Европейската комисия, Европейския парламент и Съвета на Европейския съюз по въпроси, свързани със защитата на данни в редица области на политиката. Подобни консултации са свързани с предложения за ново законодателство, както и за други инициативи, които могат да засегнат защитата на лични данни в ЕС. Обикновено водят до официално становище, но ЕНОЗД може също да предостави насоки под формата на коментари или политически документи. Техническите разработки, които оказват въздействие върху защитата на данни, също се разглеждат като част от тази дейност.
Някои актуални въпроси, на които ЕНОЗД обърна специално внимание, включват споразумението „TFTP—SWIFT“ относно достъпа до финансова информация, преразглеждането на Директивата за правото на неприкосновеност на личния живот и електронни комуникации, разработките, свързани с Програмата от Стокхолм относно политиките за правосъдие и вътрешни работи, преразглеждането на регламентите относно „Евродак“ и Дъблинската конвенция относно политиката за убежищата и публичния достъп до документи.
Освен това ЕНОЗД проследява текущия преглед на правната рамка за защита на данните, насочена към актуализиране на Директивата за защита на данните (95/46/EО) в отговор на новите предизвикателства на глобализацията и технологиите. Реализирането на тази важна цел ще бъде доминиращата точка в програмата на ЕНОЗД през следващите години.
Като част от консултативната си функция ЕНОЗД участва също в дела пред Съда на Европейските общности, свързани с изпълняваните от него задачи. Например през юни 2009 г. ЕНОЗД взе участие в дело относно взаимовръзката между прозрачността и защитата на данни (т.нар. дело „Bavarian Lager“ Архив на оригинала от 2012-03-09 в Wayback Machine.).
Сътрудничество
ЕНОЗД си сътрудничи Архив на оригинала от 2011-01-22 в Wayback Machine. с други органи за защита на данните с цел насърчаване на последователен подход към защитата на данни в Европа.
Работната група за защита на лицата при боравенето с лични данни по член 29 представлява основната платформа за сътрудничество между органите за защита на данните в Европа. ЕНОЗД участва в дейностите на работната група, която играе важна роля за единното прилагане на директивата за защита на данните. ЕНОЗД и работната група си сътрудничат ефективно по редица теми, но по-специално при прилагането на директивата за защита на данните и във връзка с предизвикателствата на новите технологии. Освен това ЕНОЗД активно подкрепи инициативи, целящи да се гарантира, че международните потоци от данни зачитат европейските принципи за защита на данните.
Една от най-важните задачи на ЕНОЗД по отношение на сътрудничеството е свързана с Евродак, където отговорностите по отношение на надзора се поемат съвместно с националните органи за защита на данните.
ЕНОЗД си сътрудничи с органите за защита на данните от бившия „трети стълб“ – и с работната група за полицията и правосъдието.
Сътрудничеството се осъществява също чрез участие в две основни годишни конференции за защита на данните: Европейска конференция, която събира органи за защита на данните от държавите членки на ЕС и от Съвета на Европа, и Международна конференция, посещавана от голям брой експерти по защита на данните от публичния и частния сектор.

### Правни текстове
- •	Регламент (EО) № 45/2001 от 18 декември 2000 г. относно защитата на лицата по отношение на обработката на лични данни от институции и органи на Общността и за свободното движение на такива данни (OВ L 8, 12 януари 2001 г., стр.1) Архив на оригинала от 2011-06-08 в Wayback Machine.
- •	Директива 95/46/EО на Европейския парламент и на Съвета от 24 октомври 1995 г. за защита на физическите лица при обработването на лични данни и за свободното движение на тези данни (OВ L 281, 23.11.1995 г., стр.31) Архив на оригинала от 2011-06-08 в Wayback Machine.

### Материали на ЕНОЗД
- Уебсайт на ЕНОЗД Архив на оригинала от 2008-12-19 в Wayback Machine.
- Становища за предварителна проверка на ЕНОЗД
- Законодателни становища на ЕНОЗД
- Годишен доклад на ЕНОЗД
- Информационна брошура на ЕНОЗД

### Други свързани материали
- Страница на Европейската комисия относно защита на данните
- Уебсайт на служителя за защита на данните на Европейската комисия
- Член 29 Работна група за защита на лицата при обработката на лични данни
- Страница за защита на данните на Европейския парламент
- Страница за защита на данните на Съвета на Европейския съюз Архив на оригинала от 2011-05-21 в Wayback Machine.
- Списък на национални органи за защита на данните

1. ↑  EDPS прессъобщение
2. ↑  Официален вестник на Европейския съюз